# Мурадян, Бадал Амаякович
Бадал Амаякович Мурадян (8 января 1915 — 30 сентября 1991) — советский и армянский государственный деятель, председатель Совета Министров Армянской ССР в период 1966—1972.
В 1937—1938 гг. — начальник смены на Ленинградским заводе синтетического каучука, в 1938—1939 гг. — начальник химической лаборатории в Ереване, в 1942—1943 гг. — в Красной Армии, в 1943—1945 гг. — геолог на предприятии нефтяной промышленности в Азербайджанской ССР, в 1948 году окончил химический факультет Ереванского политехнического института, в 1951 году был принят в ВКП(б).
В 1955—1957 гг. — 1-й секретарь Ленинского райкома Коммунистической Партии Армении в Ереване, в 1957—1961 гг. — директор государственного предприятия им. Кирова, с 1961 — 1-й секретарь горкома КПА в Ереване. В 1962—1974 гг. — депутат Верховного Совета СССР. С 5 февраля 1966 года по 21 ноября 1972 — председатель Совета Министров Армянской ССР. В 1966—1976 гг. — кандидат в члены ЦК КПСС. В 1972—1976 гг. — заместитель начальника технического отдела химического комбината им. Кирова в Ереване. В 1981 году — заместитель председателя Государственного Комитета Планирования Армянской ССР.
Награждён орденом Ленина.